# الكسندر راسيل
الكسندر راسيل (24 مايو 1998 - ) (بالإنجليزية: Alexander Russell)‏ هو لاعب كريكت بريطاني.

## وصلات خارجية
- الكسندر راسيل على موقع إي آس بي آن كريك إنفو (الإنجليزية)